# Swim Cup Eindhoven 2013
De Swim Cup Eindhoven 2013 was een internationale zwemwedstrijd die werd gehouden van 4 tot en met 7 april 2013 in het zwembad de Tongelreep in Eindhoven. De wedstrijden vonden plaats in een 50 meterbad. De resultaten van de Olympische Zomerspelen van 2012 tellen mee, maar deze wedstrijd telde voor de Nederlandse zwemmers mee voor de kwalificatie voor de wereldkampioenschappen zwemmen 2013 in Barcelona.

## Wedstrijdschema
Hieronder het geplande tijdschema van de wedstrijd, alle aangegeven tijdstippen zijn Midden-Europese Tijd.
| Donderdag 04/04 | Vrijdag 05/04 | Zaterdag 06/04 | Zondag 07/04 |
| --- | --- | --- | --- |
| Series - vanaf 9:30 uur | | | |
| 800m vrij vrouwen 200m rug vrouwen 200m rug mannen 50m vrij vrouwen 50m vlinder mannen 400m wissel mannen 100m vlinder vrouwen 100m vrij mannen 200m wissel vrouwen F 800m vrij mannen  | 1500m vrij mannen 200m vlinder mannen 200m vrij vrouwen 50m rug mannen 50m rug vrouwen 400m wissel vrouwen 100m school mannen 100m school vrouwen 200m wissel mannen F 1500m vrij vrouwen                                                      | 200m vrij mannen 200m vlinder vrouwen 50m school mannen 50m school vrouwen 400m vrij vrouwen 100m vlinder mannen 100m vrij vrouwen                                                                               | 200m school vrouwen 200m school mannen 50m vlinder vrouwen 50m vrij mannen 400m vrij mannen 100m rug vrouwen 100m rug mannen                                                                             |
| Finales - vanaf 16:30 uur | Finales - vanaf 16:30 uur | Finales - vanaf 16:30 uur | vanaf 15:30 uur |
| HF 50m vrij vrouwen HF 50m vlinder mannen F 200m rug vrouwen F 200m rug mannen F 100m vlinder vrouwen HF 100m vrij mannen F 200m wissel vrouwen F 50m vrij vrouwen F 50m vlinder mannen | HF 50m rug mannen HF 50m rug vrouwen F 200m vlinder mannen F 200m vrij vrouwen F 100m school mannen F 100m school vrouwen F 200m wissel mannen F 400m wissel vrouwen F 50m rug mannen F 50m rug vrouwen F 800m vrij vrouwen F 100m vrij mannen | HF 50m school mannen HF 50m school vrouwen F 200m vlinder vrouwen F 200m vrij mannen HF 100m vrij vrouwen F 100m vlinder mannen F 400m vrij vrouwen F 50m school mannen F 50m school vrouwen F 1500m vrij mannen | HF 50m vlinder vrouwen HF 50m vrij mannen F 200m school vrouwen F 100m rug vrouwen F 100m rug mannen F 200m school mannen F 50m vlinder vrouwen F 50m vrij mannen F 400m vrij mannen F 100m vrij vrouwen |

## WK-kwalificatie
De technisch directeur van de KNZB, Jacco Verhaeren, stelde onderstaande limieten vast voor deelname aan de wereldkampioenschappen van 2013 in Barcelona, Spanje. Drie zwemmers zijn op basis van hun prestaties op de Olympische Zomerspelen van 2012 al gekwalificeerd. Voor estafettes geldt dat de technisch directeur van de KNZB zal beoordelen of een ploeg voldoende niveau heeft voor deelname.

### Limieten

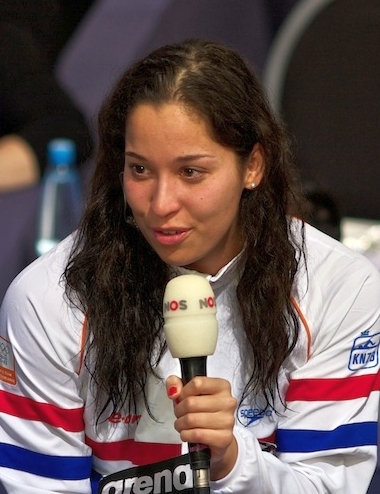
Olympisch kampioene Ranomi Kromowidjojo is al gekwalificeerd.

| Onderdeel        | Mannen   | Vrouwen  |
| ---------------- | -------- | -------- |
| 50m vrije slag   | 22,04    | 24,94    |
| 100m vrije slag  | 48,54    | 54,01    |
| 200m vrije slag  | 1.47,12  | 1.57,65  |
| 400m vrije slag  | 3.47,84  | 4.06,75  |
| 800m vrije slag  | 7.58,02  | 8.27,78  |
| 1500m vrije slag | 15.01,88 | 16.28,49 |
| 50m rugslag      | 24,96    | 28,07    |
| 100m rugslag     | 53,86    | 1.00,10  |
| 200m rugslag     | 1.57,33  | 2.09,40  |
| 50m schoolslag   | 27,32    | 31,25    |
| 100m schoolslag  | 1.00,08  | 1.07,28  |
| 200m schoolslag  | 2.10,55  | 2.25,76  |
| 50m vlinderslag  | 23,41    | 25,95    |
| 100m vlinderslag | 52,06    | 58,20    |
| 200m vlinderslag | 1.55,94  | 2.08,14  |
| 200m wisselslag  | 1.58,99  | 2.12,26  |
| 400m wisselslag  | 4.14,77  | 4.38,20  |

### Gekwalificeerden
Mannen
| Zwemmer               | Afstand(en)       |
| --------------------- | ----------------- |
| Joeri Verlinden       | 100m vlinder      |
| Sebastiaan Verschuren | 100m en 200m vrij |

Vrouwen
| Zwemster            | Afstand(en)      |
| ------------------- | ---------------- |
| Ranomi Kromowidjojo | 50m en 100m vrij |

### Limieten behaald tijdens Swim Cup
| Datum   | Naam                | Onderdeel           | Tijd    |
| ------- | ------------------- | ------------------- | ------- |
| 4 april | Femke Heemskerk     | 50m vrije slag (v)  | 24,90   |
| 5 april | Femke Heemskerk     | 200m vrije slag (v) | 1.57,51 |
| 5 april | Bastiaan Lijesen    | 50m rugslag (m)     | 24,73   |
| 6 april | Moniek Nijhuis      | 50m schoolslag (v)  | 30,83   |
| 7 april | Ranomi Kromowidjojo | 50m vlinderslag (v) | 25,80   |
| 7 april | Inge Dekker         | 50m vlinderslag (v) | 25,93   |

## Nederlandse records
| Datum   | Onderdeel           | Nieuwe recordhouder | Tijd    | Oude recordhouder | Tijd    | Datum         |
| ------- | ------------------- | ------------------- | ------- | ----------------- | ------- | ------------- |
| 5 april | 50m rugslag (m)     | Bastiaan Lijesen    | 24,73   | Bastiaan Lijesen  | 24,79   | 14 april 2012 |
| 5 april | 100m schoolslag (v) | Moniek Nijhuis      | 1.07,40 | Moniek Nijhuis    | 1.07,41 | 17 april 2009 |

## Medailles

### Legenda
- WR = Wereldrecord
- ER = Europees record
- NR = Nederlands record
- (Q) = Voldaan aan de WK-limiet

### Mannen
| Onderdeel   | Goud                                | Goud     | Zilver                                             | Zilver   | Brons                               | Brons           |
| ----------- | ----------------------------------- | -------- | -------------------------------------------------- | -------- | ----------------------------------- | --------------- |
| Vrije slag  |                                     |          |                                                    |          |                                     |                 |
| 50 m        | Sergej Fesikov Rusland              | 22,18    | Andrij Hovorov Oekraïne                            | 22,43    | Jasper van Mierlo Nederland         | 22,55           |
| 100 m       | Sebastiaan Verschuren Nederland     | 49,08    | Dion Dreesens Nederland                            | 49,73    | Kyle Stolk Nederland                | 50,11           |
| 200 m       | Dion Dreesens Nederland             | 1.47,93  | Robert Renwick Verenigd Koninkrijk                 | 1.47,99  | Sebastiaan Verschuren Nederland     | 1.50,17         |
| 400 m       | Dion Dreesens Nederland             | 3.51,83  | Robert Renwick Verenigd Koninkrijk                 | 3.52,09  | Ferry Weertman Nederland            | 3.52,27         |
| 800 m       | Iacovos Hadjiconstantinou Cyprus    | 8.31,38  | Felix Bartels Duitsland                            | 8.48,18  | Pepijn Smits Nederland              | 9.07,91         |
| 1500 m      | Ferry Weertman Nederland            | 15.18,95 | Henrik Christiansen Noorwegen                      | 15.40,79 | Marcel Schouten Nederland           | 15.53,48        |
| Rugslag     |                                     |          |                                                    |          |                                     |                 |
| 50 m        | Bastiaan Lijesen Nederland          | 24,75 Q  | Sergej Fesikov Rusland                             | 25,36    | Vitali Melnikov Rusland             | 25,41           |
| 100 m       | Bastiaan Lijesen Nederland          | 54,04    | Simon Sjödin Zweden                                | 55,39    | Xavier Mohammed Verenigd Koninkrijk | 56,34           |
| 200 m       | Ryan Bennett Verenigd Koninkrijk    | 2.00,95  | Mattias Carlsson Zweden                            | 2.02,46  | Finn Taylor Verenigd Koninkrijk     | 2.07,62         |
| Schoolslag  |                                     |          |                                                    |          |                                     |                 |
| 50 m        | Damir Dugonjič Slovenië             | 27,33    | Hendrik Feldwehr Duitsland                         | 27,78    | Johannes Skagius Zweden             | 28,06           |
| 100 m       | Ross Murdoch Verenigd Koninkrijk    | 1.01,40  | Damir Dugonjič Slovenië Hendrik Feldwehr Duitsland | 1.01,52  | Niet uitgereikt                     | Niet uitgereikt |
| 200 m       | James Broady Verenigd Koninkrijk    | 2.13,37  | Laurent Carnol Luxemburg                           | 2.14,52  | Ross Murdoch Verenigd Koninkrijk    | 2.15,37         |
| Vlinderslag |                                     |          |                                                    |          |                                     |                 |
| 50 m        | Andrij Hovorov Oekraïne             | 23,75    | Mike Marissen Nederland                            | 23,88    | Jevgeni Korotysjkin Rusland         | 23,96           |
| 100 m       | Simon Sjödin Zweden                 | 53,26    | Jevgeni Korotysjkin Rusland                        | 53,39    | Mike Marissen Nederland             | 53,70           |
| 200 m       | Tomas Havranek Tsjechië             | 2.00,62  | Cameron Brodie Verenigd Koninkrijk                 | 2.01,12  | Robert Zbogar Slovenië              | 2.01,19         |
| Wisselslag  |                                     |          |                                                    |          |                                     |                 |
| 200 m       | Simon Sjödin Zweden                 | 1.59,16  | Mike Marissen Nederland                            | 2.00,88  | Sébas van Lith Nederland            | 2.01,18         |
| 400 m       | Thomas Haffield Verenigd Koninkrijk | 4.24,43  | Simon Rabold Duitsland                             | 4.25,69  | Lewis Smith Verenigd Koninkrijk     | 4.28,21         |

### Vrouwen
| Onderdeel   | Goud                               | Goud       | Zilver                           | Zilver    | Brons                              | Brons    |
| ----------- | ---------------------------------- | ---------- | -------------------------------- | --------- | ---------------------------------- | -------- |
| Vrije slag  |                                    |            |                                  |           |                                    |          |
| 50 m        | Ranomi Kromowidjojo Nederland      | 24,30      | Sarah Sjöström Zweden            | 24,70     | Femke Heemskerk Nederland          | 24,90 Q  |
| 100 m       | Sarah Sjöström Zweden              | 53,66      | Ranomi Kromowidjojo Nederland    | 53,83     | Femke Heemskerk Nederland          | 54,02    |
| 200 m       | Sarah Sjöström Zweden              | 1.56,55    | Femke Heemskerk Nederland        | 1.57,43 Q | Evelyn Verrasztó Hongarije         | 1.59,78  |
| 400 m       | Hannah Miley Verenigd Koninkrijk   | 4.09,59    | Sharon van Rouwendaal Nederland  | 4.11,18   | Anja Klinar Slovenië               | 4.12,36  |
| 800 m       | Tjasa Oder Slovenië                | 8.40,99    | Antonia Massone Duitsland        | 8.51,53   | Judith Stap Nederland              | 9.04,09  |
| 1500 m      | Isabelle Härle Duitsland           | 16.26,36   | Tjasa Oder Slovenië              | 16.38,11  | Denise Gruhn Duitsland             | 17.09,56 |
| Rugslag     |                                    |            |                                  |           |                                    |          |
| 50 m        | Georgia Davies Verenigd Koninkrijk | 28,28      | Magdalena Kuras Zweden           | 28,87     | Maaike de Waard Nederland          | 28,91    |
| 100 m       | Georgia Davies Verenigd Koninkrijk | 59,97      | Sharon van Rouwendaal Nederland  | 1.01,78   | Kira Toussaint Nederland           | 1.02,17  |
| 200 m       | Sharon van Rouwendaal Nederland    | 2.10,94    | Evelyn Verrasztó Hongarije       | 2.11,33   | Georgia Davies Verenigd Koninkrijk | 2.13,01  |
| Schoolslag  |                                    |            |                                  |           |                                    |          |
| 50 m        | Moniek Nijhuis Nederland           | 31,09 Q    | Dorothea Brandt Duitsland        | 32,09     | Joline Höstman Zweden              | 32,15    |
| 100 m       | Moniek Nijhuis Nederland           | 1.07,40 NR | Joline Höstman Zweden            | 1.08,75   | Caroline Ruhnau Duitsland          | 1.09,20  |
| 200 m       | Joline Höstman Zweden              | 2.26,81    | Hannah Miley Verenigd Koninkrijk | 2.29,15   | Kerry Buchan Verenigd Koninkrijk   | 2.30,51  |
| Vlinderslag |                                    |            |                                  |           |                                    |          |
| 50 m        | Inge Dekker Nederland              | 26,19      | Jemma Lowe Verenigd Koninkrijk   | 26,89     | Elinore de Jong Nederland          | 27,10    |
| 100 m       | Sarah Sjöström Zweden              | 57,66      | Jemma Lowe Verenigd Koninkrijk   | 58,57     | Eszter Dara Hongarije              | 59,21    |
| 200 m       | Zsuzsanna Jakabos Hongarije        | 2.07,66    | Jemma Lowe Verenigd Koninkrijk   | 2.09,64   | Anja Klinar Slovenië               | 2.11,84  |
| Wisselslag  |                                    |            |                                  |           |                                    |          |
| 200 m       | Zsuzsanna Jakabos Hongarije        | 2.10,27    | Hannah Miley Verenigd Koninkrijk | 2.12,04   | Wendy van der Zanden Nederland     | 2.14,01  |
| 400 m       | Hannah Miley Verenigd Koninkrijk   | 4.34,21    | Zsuzsanna Jakabos Hongarije      | 4.35,43   | Anja Klinar Slovenië               | 4.44,66  |